# Delaware megye (Iowa)
Delaware megye az Amerikai Egyesült Államokban, azon belül Iowa államban található. Lakosainak száma 17 488 fő (2020. április 1.). Delaware megye Clayton, Dubuque, Linn, Jones, Buchanan és Fayette megyékkel határos.

## Népesség
A megye népessége az elmúlt években az alábbi módon változott:
| Lakosok száma | 17 775 | 17 657 | 17 604 | 17 534 | 17 403 | 17 488 |
|               | 2010   | 2011   | 2012   | 2013   | 2015   | 2020   |